# Smithiantha secunda
Smithiantha secunda là một loài thực vật có hoa trong họ Tai voi. Loài này được (Oerst. ex Hanst.) Kuntze miêu tả khoa học đầu tiên năm 1891.